# Sven Doye

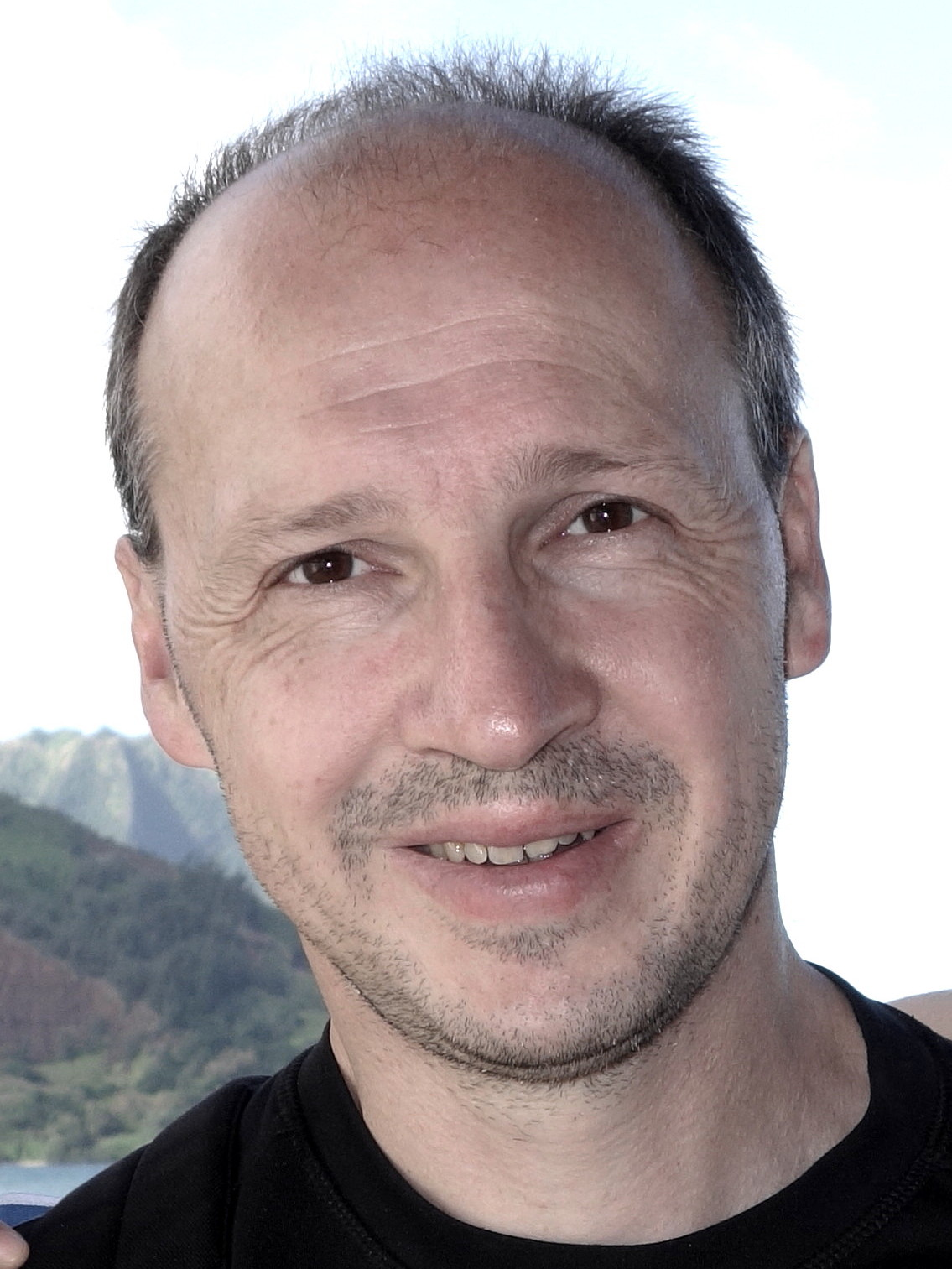
Sven Doye (2015)

Sven Doye (* 30. April 1967 in Berlin) ist ein deutscher Chemiker. Er ist seit 2006 Professor für Organische Chemie an der Carl von Ossietzky Universität Oldenburg.

## Leben
Sven Doye studierte 1986 bis 1990 Chemie an der Technischen Universität Berlin, das er 1990 mit einer Diplomarbeit bei Ferdinand Bohlmann zur Synthese eines Triterpens abschloss. Seine Doktorarbeit [Thema: „Stereoselektive Reaktionen zur Synthese von (–)-Myltaylenol“] fertigte er 1991 bis 1993 im Arbeitskreis von Ekkehard Winterfeldt an der Universität Hannover an. Von 1994 bis 1996 war Doye als Laborleiter im Ammoniaklaboratorium der Zentralforschung der BASF AG in Ludwigshafen tätig. Es folgte ein Postdoc-Aufenthalt am Massachusetts Institute of Technology (MIT), Cambridge (USA) bei Stephen L. Buchwald (* 1955), ehe er von 1997 bis 2001 an seiner Habilitation an der Leibniz Universität Hannover arbeitete. Nach der Habilitation wurde er zum Privat-Dozenten ernannt und war bis 2003 zuerst als Wissenschaftlicher Assistent, danach als Oberassistent am Institut für Organische Chemie der Universität Hannover tätig.
Nach einer mehrmonatigen Gastprofessoren-Tätigkeit am Department of Chemistry der Cardiff University (Wales, Vereinigtes Königreich) nahm er 2003 einen Ruf auf eine Professur für Organische Chemie an der Ruprecht-Karls-Universität Heidelberg an. Der Berufung auf eine Professur für Organische Chemie an der Carl von Ossietzky Universität Oldenburg folgte Doye 2006 und seither ist er dort tätig.
Doye ist verheiratet und hat eine Tochter und einen Sohn.

## Forschungsgebiete
Schwerpunkte seiner Forschung ist die Präparative Organische Chemie und insbesondere die homogene Katalyse. Themen der aktuellen Forschung sind
- Katalytische Hydroaminierungen von Alkenen und Alkinen
- Katalytische C-H-Aktivierungen
- Untersuchungen von Reaktionsmechanismen
- Flexible Synthesen von biologisch interessanten Verbindungen und Naturstoffen

## Veröffentlichungen und Patente
Aus der Forschungstätigkeit von Sven Doye resultieren circa 85 Publikationen in Fachzeitschriften sowie fünf Patente.